# Castana (Iowa)
Pour les articles homonymes, voir Castana.
Castana est une ville du comté de Monona, en Iowa, aux États-Unis. Elle est fondée en 1886 et incorporée le 3 mars 1891.

## Source de la traduction
- (en) Cet article est partiellement ou en totalité issu de l’article de Wikipédia en anglais intitulé « Castana, Iowa » (voir la liste des auteurs).